# Szybkie tempo
Szybkie tempo – trzeci singel polskiego piosenkarza Wiktora Dyduły z jego drugiego albumu studyjnego zatytułowanego Tak jak tutaj stoję. Singel został wydany 14 listopada 2024.
Kompozycja znalazła się na 16. miejscu listy OLiA, najczęściej odtwarzanych utworów w polskich rozgłośniach radiowych.

## Geneza utworu i historia wydania
Utwór napisali i skomponowali Wiktor Dyduła, Monika „Mimi” Wydrzyńska i Leon Krześniak, który również odpowiada za produkcję utworu. Za miksowanie oraz mastering odpowiedzialny był Rafał Smoleń. Piosenkarz o singlu:

„Szybkie tempo” nagraliśmy w… bardzo szybkim tempie! Właściwie sam pomysł i główna część twórcza wydarzyła się w ciągu jednego dnia. Wraz z Leonem Krześniakiem oraz Moniką „Mimi” Wydrzyńską stworzyliśmy prostą melodię i tekst, którego interpretację, jak zawsze, pozostawiam słuchaczom.

Singel ukazał się w formacie digital download 14 listopada 2024 w Polsce za pośrednictwem wytwórni płytowej Polydor Records w dystrybucji Universal Music Polska. Piosenka została umieszczona na drugim albumie studyjnym Dyduły – Tak jak tutaj stoję.
16 listopada 2024 Dyduła wykonał utwór w programie The Voice of Poland.

## „Szybkie tempo” w stacjach radiowych
Nagranie było notowane na 16. miejscu w zestawieniu OLiA, najczęściej odtwarzanych utworów w polskich rozgłośniach radiowych.

## Teledysk
Do utworu powstał teledysk w reżyserii Bartosza Kordka, który udostępniono 15 listopada 2024 za pośrednictwem serwisu YouTube.

## Lista utworów
- Digital download

1. „Szybkie tempo” – 3:05[4]

## Notowania

### Pozycja na liście airplay
| Kraj   | Lista (2024)                   | Najwyższa pozycja |
| ------ | ------------------------------ | ----------------- |
| Polska | OLiS – oficjalna lista airplay | 16                |